# Little Arkansas River

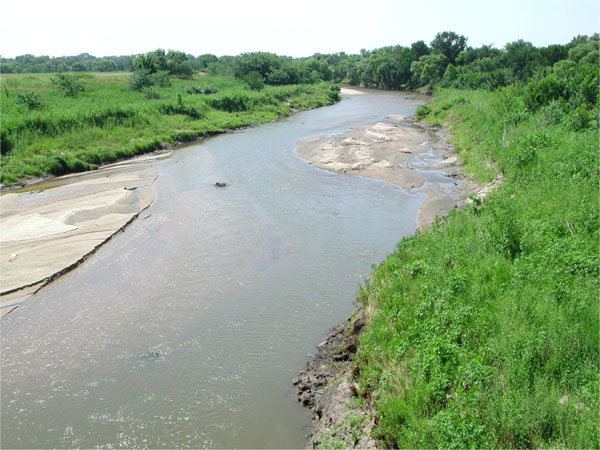

La Little Arkansas River est une rivière du centre des Grandes Plaines d’Amérique du Nord. Un affluent de la rivière Arkansas. Sa longueur totale de 198 km se trouve dans l’État américain du Kansas. 
La rivière prend sa source dans la région des Smoky Hills, dans l’extrême centre-sud du comté d’Ellsworth, immédiatement au nord de Geneseo. De là, la rivière coule généralement vers le sud-sud-est le long de la frontière entre les basses terres de la rivière Arkansas et les basses terres de McPherson au . Elle rejoint la rivière Arkansas immédiatement au nord-ouest du centre-ville de Wichita.

### Source
- (en) Cet article est partiellement ou en totalité issu de l’article de Wikipédia en anglais intitulé « Little Arkansas River » (voir la liste des auteurs).